# Diecezja Keetmanshoop
Diecezja Keetmanshoop (łac.: Dioecesis Keetmanshoopensis) – rzymskokatolicka diecezja w Namibii, obejmująca swoim zasięgiem część terytorium kraju.
Siedziba biskupa znajduje się w katedrze św. Stanisława w Keetmanshoop.

## Historia
- Wikariat apostolski Keetmnshoop powstał 13 stycznia 1949, 14 marca 1994 został podniesiony do rangi diecezji.

## Biskupi
- ordynariusz: Willem Christiaans OSFS
- biskup senior: abp Philipp Pöllitzer OMI

## Podział administracyjny
W skład diecezji Keetmanshoop wchodzi 21 parafii.

## Główne świątynie
- Katedra: Katedra św. Stanisława w Keetmanshoop